# プロセス自動化アウトソーシング
プロセス自動化アウトソーシング（プロセスじどうかアウトソーシング、英: Process Automation Outsourcing、PAO）とは、ロボティック・プロセス・オートメーション（英: Robotic Process Automation、RPA）を活用した、主にホワイトカラー業務のアウトソーシングの手法の一つである。